# Плезант Гроув (Јута)
Плезант Гроув (енгл. Pleasant Grove) град је у америчкој савезној држави Јута.

## Демографија
По попису из 2010. године број становника је 33.509, што је 10.041 (42,8%) становника више него 2000. године.
| Група             | 2000.          | 2010.          |
| Белци             | 21.745 (92,7%) | 29.541 (88,2%) |
| Афроамериканци    | 68 (0,3%)      | 178 (0,5%)     |
| Азијати           | 126 (0,5%)     | 313 (0,9%)     |
| Хиспаноамериканци | 1.069 (4,6%)   | 2.577 (7,7%)   |
| Укупно            | 23.468         | 33.509         |